# 4345 Rachmaninoff
4345 Rachmaninoff (1988 CM2) là một tiểu hành tinh vành đai chính được phát hiện ngày 11 tháng 2 năm 1988 bởi Eric Elst ở La Silla.